# Sant'Agostino (titolo cardinalizio)
Sant'Agostino (in latino: Titulus Sancti Augustini) è un titolo cardinalizio istituito da papa Sisto V il 13 aprile 1587 con la costituzione apostolica Religiosa. Il titolo insiste sulla basilica di Sant'Agostino in Campo Marzio, la cui facciata è stata eretta nel XV secolo.
Dal 24 marzo 2006 il titolare è il cardinale Jean-Pierre Ricard, arcivescovo emerito di Bordeaux.

## Titolari
Si omettono i periodi di titolo vacante non superiori ai 2 anni o non storicamente accertati.
- Titolo vacante (1587 - 1590)

- Gregorio Petrocchini, O.E.S.A. (23 marzo 1590 - 28 maggio 1608 nominato cardinale presbitero di Santa Maria in Trastevere)
- Fabrizio Verallo (10 dicembre 1608 - 17 novembre 1624 deceduto)
- Berlingerio Gessi (19 luglio 1627 - 6 aprile 1639 deceduto)
- Ottaviano Raggi (10 febbraio 1642 - 31 dicembre 1643 deceduto)
- Niccolò Albergati-Ludovisi (24 aprile 1645 - 25 giugno 1646 nominato cardinale presbitero di Santa Maria degli Angeli)
- Fabrizio Savelli (16 dicembre 1647 - 26 febbraio 1659 deceduto)
- Antonio Bichi (1º dicembre 1659 - 14 novembre 1667 nominato cardinale presbitero di Santa Maria degli Angeli)
  - Titolo vacante (1667 - 1671)
- Federico Borromeo (23 febbraio 1671 - 8 agosto 1672 nominato cardinale presbitero di Sant'Agnese fuori le Mura)
  - Titolo vacante (1672 - 1681)
- Lorenzo Brancati, O.F.M.Conv. (22 settembre 1681 - 1º dicembre 1681 nominato cardinale presbitero dei Santi XII Apostoli)
  - Titolo vacante (1681 - 1687)
- Carlo Stefano Anastasio Ciceri (7 luglio 1687 - 24 giugno 1694 deceduto)
- Enrico Noris, O.E.S.A. (2 gennaio 1696 - 23 febbraio 1704 deceduto)
- Carlo Agostino Fabroni (25 giugno 1706 - 19 settembre 1727 deceduto)
- Angelo Maria Querini, O.S.B. (22 dicembre 1727 - 8 marzo 1728 nominato cardinale presbitero di San Marco)
- Gregorio Selleri, O.P. (10 maggio 1728 - 31 maggio 1729 deceduto)
- Marco Antonio Ansidei (6 luglio 1729 - 14 febbraio 1730 deceduto)
- Bartolomeo Massei (8 gennaio 1731 - 20 novembre 1745 deceduto)
- Giorgio Doria (15 dicembre 1745 - 3 gennaio 1757 nominato cardinale presbitero di Santa Cecilia); in commendam (3 gennaio 1757 - 31 gennaio 1759 deceduto)
- Gaetano Fantuzzi (19 novembre 1759 - 6 aprile 1767 nominato cardinale presbitero di San Pietro in Vincoli)
- Mario Compagnoni Marefoschi (12 dicembre 1770 - 23 dicembre 1780 deceduto)
  - Titolo vacante (1780 - 1785)
- Paolo Massei (11 aprile 1785 - 9 giugno 1785 deceduto)
  - Titolo vacante (1785 - 1800)
- Diego Innico Caracciolo di Martina (20 ottobre 1800 - 26 settembre 1814 nominato cardinale vescovo di Palestrina); in commendam (26 settembre 1814 - 24 gennaio 1820 deceduto)
- Cesare Brancadoro (29 maggio 1820 - 12 settembre 1837 deceduto)
  - Titolo vacante (1837 - 1842)
- Friedrich Johannes Jacob Celestin von Schwarzenberg (27 gennaio 1842 - 27 marzo 1885 deceduto)
- Antolín Monescillo y Viso (10 giugno 1886 - 11 agosto 1897 deceduto)
- Antonio María Cascajares y Azara (24 marzo 1898 - 27 luglio 1901 deceduto)
- Sebastiano Martinelli, O.E.S.A. (9 giugno 1902 - 4 luglio 1918 deceduto)
- Aleksander Kakowski (18 dicembre 1919 - 30 dicembre 1938 deceduto)
- Agustín Parrado y García (22 febbraio 1946 - 8 ottobre 1946 deceduto)
- Fernando Quiroga y Palacios (29 ottobre 1953 - 7 dicembre 1971 deceduto)
- Marcelo González Martín (5 marzo 1973 - 25 agosto 2004 deceduto)
- Jean-Pierre Ricard, dal 24 marzo 2006